# Cratere von Behring
von Behring è un cratere lunare di 37,65 km situato nella parte sud-orientale della faccia visibile della Luna.